# Acantholiparis caecus
Acantholiparis caecus är en fiskart som beskrevs av Grinols, 1969. Acantholiparis caecus ingår i släktet Acantholiparis och familjen Liparidae. Inga underarter finns listade i Catalogue of Life.